# Narraga
Narraga là một chi bướm đêm thuộc họ Geometridae.